# Малышев, Виктор Фёдорович
Виктор Фёдорович Малышев (2 февраля 1915 года — 12 февраля 1943 года) — участник Великой Отечественной войны, командир огневого взвода 50-го гвардейского кавалерийского полка 13-й гвардейской кавалерийской дивизии 6-го гвардейского кавалерийского корпуса Воронежского фронта, гвардии младший лейтенант, Герой Советского Союза.

## Биография
Родился в селе Калиновец Шацкого уезда Тамбовской губернии в семье крестьянина. Русский. Член ВЛКСМ. Образование семилетнее. Работал в колхозе.
Семья Малышевых была большая. Учиться Виктору долго не пришлось. В 15 лет он уже вместе со взрослыми работал в колхозе: пахал и сеял, косил и молотил хлеб. В 1932 году пришёл в кузницу. Быстро освоил дело, став кузнецом. Колхозные комсомольцы избрали его своим секретарём.
В 1936 году был призван в Красную Армию. Служил в Западном военном округе, был наводчиком артиллерийского орудия.
Участник освободительного похода советских войск в Западную Украину и Западную Белоруссию 1939 года. После окончания срочной службы решил остаться в армии. Участвовал в походах предвоенного периода. В 1941 году накануне войны окончил курсы младших лейтенантов. Стал командиром взвода 45-миллиметровых орудий.
На фронте в Великую Отечественную войну с июня 1941 года. Сражался на Юго-Западном, Южном, Северо-Кавказском, Воронежском фронтах. Участвовал в оборонительных боях 1941 года. Отходил к Киеву и Донецку.
Летом 1942 года участвовал в боях с прорвавшимися через Дон фашистскими войсками на реке Сал. Позже сражался под Миллерово и на Дону. В конце июля, обороняя штаб кавалерийского корпуса генерала Погребова в станице Большая Мартыновка Ростовской области, получил тяжёлые ранения и надолго угодил в госпиталь.
Вышел из госпиталя только в декабре 1942 года. Получил назначение в 7-й кавалерийский корпус Воронежского фронта. Назревали серьёзные события на этом участке. В январе 1943 года участвовал в Острогожско-Россошанской и Валуйской наступательных операциях. Отличился в феврале 1943 года в боях под Харьковом.
12 января 1943 года 7-й кавалерийский корпус вышел на исходные позиции в район станции Кантемировка для начала рейда во вражеский тыл. Разведка установила, что в полосе его наступления оборону занимают подразделения 4-й итальянской армии. 14 января 1943 года с утра по всему Воронежскому фронту развернулось наступление. К исходу дня 7-й кавкорпус был введён в прорыв. Взвод под командованием Виктора Малышева всё время был в передовых частях наступающих, используя конную тягу для своих орудий. В боях за посёлки Вейделевка, Уразово, Волоконовка и город Валуйки он разворачивал артиллерию и бил по упорно обороняющимся фашистам. 19 января 1943 года был освобождён крупный железнодорожный центр — город Валуйки. В тот же день за боевые заслуги 7-й кавалерийский корпус был преобразован в 6-й гвардейский. Наступление продолжалось. Передовые части завязали бои на территории Харьковщины. Но они очень сильно оторвались от своих тылов. Стала сказываться нехватка боеприпасов, фуража для лошадей. Фашисты же, произведя перегруппировку своих войск, создали под Харьковом и на Северском Донце две сильные моторизованные группы, и в феврале 1943 года перешли в контрнаступление.
12 февраля 1943 года крупные силы мотопехоты и танков гитлеровцев пытались любой ценой овладеть железнодорожным переездом и населённым пунктом Джгун (Готвальдовский район Харьковской области). Танковая атака была поддержана сильнейшим миномётным огнём. Командир огневого взвода «сорокапяток» 50-го гвардейского кавалерийского полка 13-й гвардейской кавалерийской дивизии гвардии младший лейтенант Виктор Малышев встретил фашистов огнём прямой наводки. Его взвод в течение часа отражал атаки вражеских танков. Ожесточённый бой продолжался почти час. Редели с каждой минутой орудийные расчёты, прекращали вести огонь подбитые орудия. Один вёл огонь из орудия, сдерживая противника. Дважды был тяжело ранен и, получив приказ командира батареи уйти в тыл, не покинул поле боя. До последнего снаряда продолжал он бить по вражеским танкам. Последний снаряд так и не был выпущен. Вместе с орудием был раздавлен гусеницами вражеского танка…
В этом неравном бою, уничтожив 7 танков врага, дал возможность нашим частям сделать перегруппировку и удержать железнодорожный переезд и населённый пункт.
Указом Президиума Верховного Совета СССР «О присвоении звания Героя Советского Союза генералам, офицерскому, сержантскому и рядовому составу Красной Армии» от 10 января 1944 года за «образцовое выполнение боевых заданий командования на фронте борьбы с немецко-фашистскими захватчиками и проявленные при этом отвагу и геройство» был удостоен посмертно звания Героя Советского Союза.
Похоронен Герой в селе Ступаки Нововодолажского района Харьковской области.

## Память
Постановлением Совета Министров РСФСР от 6 мая 1963 года начальной школе села Калиновец присвоено имя В. Ф. Малышева. На центральной усадьбе колхоза «Прогресс» Сасовского района в селе Алёшино на обелиске его имя стоит первым. В селе Ордовка Нововодолажского района Харьковской области установлен обелиск.

## Награды
- Герой Советского Союза (указ от 10.01.1944);
- орден Ленина;
- медали.